# Hampton Hawes
Pour les articles homonymes, voir Hawes (homonymie).
 (janvier 2014).
Si vous disposez d'ouvrages ou d'articles de référence ou si vous connaissez des sites web de qualité traitant du thème abordé ici, merci de compléter l'article en donnant les références utiles à sa vérifiabilité et en les liant à la section « Notes et références ».
Hampton Hawes (né Hampton Barnett Hawes, Jr. le 13 novembre 1928 à Los Angeles et mort le 22 mai 1977 dans la même ville) est un pianiste et compositeur américain de jazz, célèbre pour sa maîtrise du bebop.

## Biographie
Né à Los Angeles, où son père est un pasteur populaire et où sa mère musicienne joue du piano au sein de l’église, le jeune Hampton Hawes s’initie à la musique, et notamment au gospel, suivant l'exemple maternel. Le jeune garçon apprendra l’instrument en autodidacte; il regrettera plus tard de n’avoir jamais eu de formation classique particulièrement pour l’écriture et la lecture de la musique. Outre le gospel, le pianiste est rapidement exposé au boogie-woogie, puis Nat King Cole, Fats Waller ou encore Art Tatum.
Mais la plus grande influence du pianiste est, de son propre aveu, Charlie Parker qu’il découvre avec les jeunes musiciens de son époque : « il [Parker] m’influença plus que les autres, même plus que les pianistes. »[réf. nécessaire] Apprenant alors à jouer le style du célèbre saxophoniste, Hampton Hawes démarre véritablement sa carrière en jouant dans plusieurs groupes aux côtés de célèbres jazzmen de l’époque comme Dexter Gordon, Art Pepper ou encore Billie Holiday. Au niveau discographique le pianiste acquiert la notoriété lorsqu’il signe chez Contemporary Records par le biais de Lester Koenig dirigeant du label. Il y enregistrera, entre autres, une série de 6 albums entre 1955 et 1956 qui le rendront célèbre parmi les amateurs de jazz. Hawes est alors au sommet de sa carrière.
Comme beaucoup de musiciens à cette époque, le pianiste consomme des drogues et notamment l’héroïne dont il est fortement dépendant et qui mettra sa carrière entre parenthèses pendant plusieurs années. En effet, Hawes est arrêté en 1958 pour possession de drogues et condamné à 10 ans de prison au Texas. Le pianiste demande alors le pardon présidentiel après avoir vu Kennedy à la télévision. Contre toute attente, il reçoit une réponse favorable en 1963, obtenant le troisième pardon de ce type en 40 ans.
Sorti de prison, Hawes doit à nouveau s’intégrer dans une scène musicale qui a considérablement changé en cinq ans d’absence. Il se produit alors localement à Los Angeles. Le pianiste n’atteindra plus la reconnaissance passée mais enregistrera encore beaucoup avec différents trio et en s’essayant à une musique plus électrique. Il repartira également en tournée en Europe et restera actif jusqu’à sa mort en 1977 d’apoplexie à l’âge de 48 ans.

## Style
Le style pianistique d’Hampton Hawes est profondément ancré dans le bebop. Une main droite très développée souvent agile et rapide et une main gauche plaquant des accords de manière syncopée permettant de faire progresser la musique. Dans ses improvisations Hawes utilisait aussi les block chords, un jeu d’octave à la main droite, et finissait souvent ses phrases par une tierce ascendante.

## Publication
Hampton Hawes a écrit une autobiographie en collaboration avec Don Asher qui est un témoignage très émouvant sur sa vie et sur celle des musiciens qu'il a rencontrés :
- Lâchez moi, traduction de Raise up off me : a portrait of Hampton Hawes, Paris, 13e note éditions, 2013  (ISBN 978-2-36374-053-3)

## Discographie

### En tant que leader
- Hampton Hawes Early Years Trio and Quartet Sessions 1951-56 (Fresh Sound Records CD 369)
- The Hampton Hawes Memorial Album (Xanadu 161) 1952-1956
- Hampton Hawes Trio, Vol. 1 - The Trio (Contemporary C 3505; Fantasy OJC 316, OJCCD 316-2) 1955
- This Is Hampton Hawes, Vol. 2 - The Trio (Contemporary C 3515; Fantasy OJC 318, OJCCD 318-2)
- Everybody Likes Hampton Hawes, Vol. 3 - The Trio (Contemporary C 3523; Fantasy OJC 421, OJCCD 421-2)
- All Night Session!, Vol. 1-3 (1956)
- Four! (Contemporary C 3553, S 7553; Stereo S 7026; Fantasy OJC 165, OJCCD 165-2) 1957
- Curtis Fuller and Hampton Hawes with French Horns (Status ST 8305; Fantasy OJCCD 1942-2) 1957
- The Sermon (Contemporary)  1958
- For Real! (Contemporary M 3589, S 7589; Fantasy OJCCD 713-2), 1958
- The Green Leaves of Summer (Contemporary C 3614, S 7614; Fantasy OJC 476, OJCCD 476-2) 1964
- The Seance (Contemporary C 3621, S 7621; Fantasy OJC 455, OJCCD 455-2) 1966
- Blues for Bud (Black Lion (J) TKCB 30073), 1968
- Hampton Hawes, Martial Solal - Key for Two (BYG (F) 529 125) 1968* Universe (Prestige, 1972)
- Blues for Walls (Prestige, 1973)
- Playin' in the Yard (Prestige, 1973)
- Northern Windows (Prestige, 1974)
- Live at the Great American Music Hall (Concord Jazz CJ 222) 1975
- Hampton Hawes at the Piano (Contemporary S 7637) 1976 (1978)
- At the Piano  (1976, Contemporary)
- As Long as There's Music (1977, Artists House), avec Charlie Haden
- A Little Copenhagen Night Music (Freedom Records)
- Live at the Montmartre (Freedom)
- This Guy's in Love with You
- Bird Song (1999, Contemporary OJCCD-1035-2) (Two prev. unreleased sessions 1956, 1958)
- Live at the Jazz Schocase in Chicago, Enja, 2013

### En tant que sideman
- Art Pepper - The Early Show (1952; Xanadu Records)
- Red Mitchell - Red Mitchell (Bethlehem), 1955
- Charles Mingus - Mingus Three (Jubilee JLP 1054), 1957
- Prestige All Stars - Baritones and French Horns (Prestige PRLP 16-6) 1957
- Sonny Rollins - Sonny Rollins and the Contemporary Leaders (Contemporary C 3564, S 7564; Fantasy OJC 340, OJCCD 340-2; 1958)
- Sonny Criss - I'll Catch the Sun! (Prestige), 1969
- Sonny Stitt - So Doggone Good (Prestige), 1972
- Gene Ammons - Gene Ammons and Friends at Montreux (Prestige, 1973)
- Blue Mitchell - Stratosonic Nuances (RCA, 1975)
- Art Pepper - Living Legend (Contemporary S 7633), 1975 (sortie 1976)
- Art Farmer - On the Road (Contemporary S 7636), 1976